# 施溶州
施溶州，明朝时设置的州。
洪武二年（1369年），改会溪施溶等处长官司置，治所在今湖南省永顺县东南。为土州。属永顺宣慰司。清朝时废。 